# Nemea ankole
Nemea ankole är en fjärilsart som beskrevs av Paul E. Whalley 1971. Nemea ankole ingår i släktet Nemea och familjen Thyrididae. Inga underarter finns listade i Catalogue of Life.